# 陶菲格·哈基姆
陶菲格·哈基姆（阿拉伯语：‎，1898年10月9日—1987年7月26日），常被称为“阿拉伯戏剧之父”，是埃及杰出的作家。他出身于一个富裕的法官家庭，作品对当代埃及社会作了深入探讨。代表作有《阿尔坦的困境》、《一千零一夜》、《三个登山者》等。